# Nissa Rugby (féminines)
Cet article concerne une équipe féminine de rugby à XV situé à Nice. Pour l'équipe masculine du même club, voir Nissa Rugby.
Le Nissa Rugby, anciennement appelé Stade niçois rugby, est un club français de rugby à XV basé à Nice, dont l'équipe senior féminine participe au championnat de France de 1re division fédérale.

## Historique
En 2023, l'équipe est sacrée championne de la ligue Paca/Corse, se qualifiant ainsi pour le championnat de France de 2e division fédérale où elles parviennent jusqu'au quart de finale.  La saison suivante, l'équipe participe au championnat de la 1re division fédérale.
Le 1er juillet 2025, le Stade niçois rugby change de nom et de logo devenant ainsi le Nissa Rugby.

## Logo

Logo du Nice Université Racing Rugby Club
Logo du Stade niçois
Logo instauré en 2025.

## Palmarès
- 2004 : championnes de France 2e division
- 2006 : vice-championnes de France 2e division
- 2010 : championnes de France 2e division